# Rosario (telenovela)
Rosario es una telenovela estadounidense producida por Univisión Studios y la empresa venezolana Venevisión International Productions, para las cadenas Univisión y Venevisión, escrita por Álex Hadad.
Está protagonizada por Itahisa Machado y Guy Ecker; y con las participaciones antagónicas de Lorena Rojas, Aarón Díaz, Lupita Jones y la primera actriz Zully Montero. Cuenta además con las actuaciones estelares de Frances Ondiviela y Natalia Ramírez.
Las grabaciones comenzaron el 1 de agosto del 2012 en Miami, Estados Unidos y finalizaron 22 de marzo del 2013. Fue estrenado por Univisión el 28 de enero de 2013, y finalizó el 16 de agosto de 2013. En Venevisión fue estrenado el 24 de mayo de 2016, y finalizó el 14 de agosto de 2016.

## Trama
Rosario Pérez (Itahisa Machado) es una bella e inteligente joven que se enamora de su jefe, Alejandro Montalbán (Guy Ecker), un prominente abogado 21 años mayor que ella. Rosario desconoce que Alejandro es el mismo hombre con quien su madre, Magdalena (Natalia Ramírez), estuvo comprometida para casarse 21 años atrás. 
Pero el día de la boda civil, Magdalena se desmaya y Manuel (el padre de Magdalena) le hace creer a Alejandro que ella fue violada por Marcos (el enemigo de Alejandro) y por consecuencia quedó embarazada. 
La noticia del embarazo era más de lo que Alejandro podía soportar como hombre y, avergonzado y convencido de que jamás podría amar a la criatura de su enemigo, rompe el compromiso con Magdalena. 
La ironía es que años después esa criatura, Rosario, se convierte en el gran amor de Alejandro.

## Elenco
- Itahisa Machado - Rosario Pérez / Rosario Miranda Pérez de Montalbán
- Guy Ecker - Alejandro Montalbán
- Lorena Rojas - Priscila Pavón
- Aarón Díaz - Esteban Martínez
- Frances Ondiviela - Teresa de Martínez
- Zully Montero - Doña Regina Vda. de Montalbán
- Natalia Ramírez - Magdalena Pérez Vda. de Miranda
- Lupita Jones - Fabiana Silva  de Montalbán
- Ezequiel Montalt - Daniel Carvajal
- Sandra Itzel - Bárbara  "Barbie" Montalbán Silva
- Zuleyka Rivera - Sandra Díaz
- Rodrigo Vidal - Padre Bernardo Pérez
- Tina Romero - Griselda
- Anna Silvetti - Caridad Chávez
- Gledys Ibarra - Antonia
- Franklin Virgüez - Vicente Garza
- Alberto Salaberry - Jerónimo Guerra
- Liliana Rodríguez - Ofilia Elsa
- Greidys Gil -  Silvia Villalobos
- Adrián Di Monte - Ignacio "Nacho" Gómez / Rodrigo Santamarina
- Christina Mason - Misericordia "Merci"
- Scarlet Gruber - Cecilia Garza
- Sergio Reynoso - Manuel Pérez
- Beatriz Monroy - Matilde
- Carlos Garín - Guillermo Gómez
- Juan Jiménez - Felipe
- Fabiola Barinas - Zulema Torres
- Leonardo Daniel - Marcos Miranda ±
- Osvaldo Strongoli - Gregorio Giorgano
- Lilimar Hernández - Elenita
- Samuel Sadovnik - Esteban Martínez Díaz Jr.
- Nataniel Roman - Manny
- Alberto Barros Jr. - El Jardinero
- Melody Batule - Dra. Natalia
- Luz Cordeiro - Sor Esperanza
- Reinaldo Cruz - Renato Villalobos
- Alexander Estrella - Roberto "Beto"
- Shanik Hughes - Cynthia
- Ramón Morell - Dr. Lozada
- Jorge Luis Portales - Matias
- Elioret Silva - Detective Évora
- Soledad Esponda - Mariana
- Eslover Sánchez-Baquero - David (productor de Fabiana)
- Victoria Zapata - Señora Silvestre
- Laura Alemán - Cristina
- Nadia Escobar - Carmencita